# Acid Mothers Temple
Acid Mothers Temple（アシッド・マザーズ・テンプル）とは、日本のバンドである。さまざまな形態をとりメンバーそれぞれも多様な活動をしている。

## メンバー

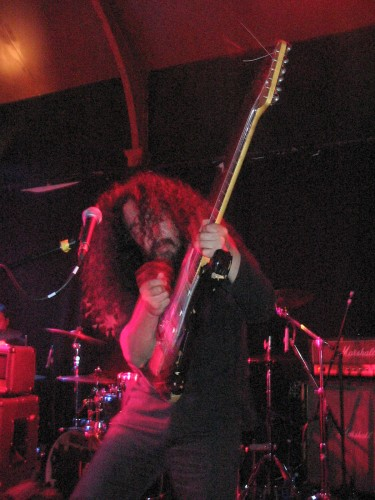
河端一

河端一 （かわばたまこと）
ギター担当。元えろちか。激しいライブパフォーマンスで破壊してもいいようにツアーでは安物のギターを使用しているが、ファズにはこだわりがあるらしい。料理の腕はプロ並み。
東洋之 （ひがしひろし）
ギター担当→シンセサイザー、テルミン担当。バンドのフロントマンとなっている。1998年参加。
砂十島NANI （さとしまなに）
ドラムス担当。志村に代わって2014年に参加。河端とは多数の別働プロジェクトを結成している。
ジョンソンTsu
ヴォーカル、ブズーキ、ギター担当。

### 過去のメンバー
田畑満 （たばたみつる）
ベース担当→ギター担当。元ボアダムス。ZENI GEVAでも活動。現在は女装し、「ミツコ☆タバタ」という名義で参加。2012年参加。
S/T, Wolf
ベース担当。2016年参加。
津山篤
ベース担当。想い出波止場、西日本、サイケ奉行などでも活動。
志村浩二
ドラムス担当。元ハイライズ。みみのことでも活動。
吉田達也
ドラムス担当。ルインズ、是巨人、高円寺百景などで活動。SWRに参加。

Hajime Koie Koizumi
ドラムス担当、初代メンバー。元Mainliner。

## 概要
ギタリストの河端一を中心に、1995年結成されたサイケデリック・ロックグループ。河端を中心としたプロジェクトとして発足したためメンバーの入れ替わりも多く、様々な形態の派生プロジェクトが存在する。中心となっているのはAcid Mothers Temple & The Melting Paraiso U.F.O.名義であり、ここでは河端自身、シュトックハウゼンとディープ・パープルを組み合わせた音楽を構想していたという。
1996年にレコード・デビューしてから2017年時点で74枚のスタジオアルバムと39枚のライブアルバムを発表している。
また年間100本以上にわたる海外ツアーを2017年現在も継続して行っており、英語版Wikipediaのページが作成されており、彼らのディスコグラフィーやメンバー一覧に関しての記事が存在する。2019年にはグラストンベリー・フェスティバルにも出演した。

## 主な作品

### Acid Mothers Temple & The Melting Paraiso U.F.O.
- Acid Mothers Temple & The Melting Paraiso U.F.O. （1997年）
- Pataphysical Freak Out （1999年5月10日）
- Troubadours from Another Heavenly World （2000年11月6日）
- New Geocentric World of Acid Mothers Temple （2001年6月13日）
- In C （2002年）
- Electric Heavyland （2002年）
- A Thousand Shades of Grey （2004年2月9日）
- Does the Cosmic Shepard Dream of Electric Tapirs? （2004年2月17日）
- Mantra of Love （2004年5月11日）
- Born to Be Wild in the USA 2000 （2004年5月17日）
- Magical Power From Mars  （2004年8月3日）
- The Penultimate Galactic Bordello Also The World You Made （2004年9月20日）
- Minstrel in the Galaxy （2004年11月8日）
- Absolutely Freak Out: Zap Your Mind! （2005年6月13日）
- Have You Seen the Other Side of the Sky （2006年6月13日）

### Acid Mothers Temple & The Cosmic Inferno
- Demons From Nipples （2005年6月20日）
- Just Another Band from the Cosmic Inferno （2005年7月19日）
- IAO Chant from the Cosmic Inferno （2005年9月20日）
- Starless and Bible Black Sabbath （2006年2月21日）
- Hotter Than Inferno （DVD, 2007年8月3日）

### Acid Mothers Temple Swr
- Acid Mothers Temple Swr （2005年4月25日）

### Acid MothersAfrirampo
- We are Acid Mothers Afrirampo

### Acid Mothers Gong
- Live at Uncon 06 （DVD, 2006年11月3日）　アシッド・マザー・ゴングと合体したアムステルダム公演